# The Axeman Cometh
"The Axeman Cometh" es el sexto episodio de la tercera temporada de la serie de antología y de terror American Horror Story que se estrenó en FX el 13 de noviembre de 2013 en los Estados Unidos. 
En este episodio se relata la historia del Hombre del Hacha (The Axeman), quien es revivido en la actualidad por las brujas de la Academia intentando saber qué es lo que ocurrió con Madison.

## Argumento

### 1919
El Hombre del Hacha (Danny Huston) es un asesino que recorre las calles de New Orleans asesinando a quienes no se encuentran escuchando música jazz. Una noche, luego de que una carta suya fuera publicada en la prensa diciendo que le perdonaría la vida a todos aquellos donde en sus casas estuviera sonando jazz, las brujas en la Academia Miss Robichaux deciden tenderle una trampa, lideradas por Millie (Grace Gummer). Cuando el Hombre del Hacha se presenta frente a ellas, lo asesinan apuñalándolo en el salón.

### 2013
Revisando la habitación de Madison (Emma Roberts), Zoe (Taissa Farmiga) descubre un gabinete secreto donde se esconden varias fotografías de las brujas que antiguamente habían habitado la Academia, así como también un tablero ouija. Las fotografías revelan cómo la cantidad de brujas fue decayendo a lo largo de los años. Las tres jóvenes brujas deciden utilizar la ouija para contactarse con Madison, pero sin importar las precauciones de Queenie (Gabourey Sidibe) al respecto, es el Hombre del Hacha a quien contactan. Investigando acerca de su existencia, descubren los diarios de las brujas de 1919. Aunque Zoe quiere volver a contactarlo para obtener información de Madison, Queenie y Nan (Jamie Brewer) se oponen, dejándola sola con la tarea. Las pistas del Hombre del Hacha la llevan hacia el ático de Spalding (Denis O'Hare), donde descubre las muñecas del mayordomo junto al cadáver de Madison. Spalding la descubre, pero Queenie y Nan acuden a ayudarla. Luego, entre las tres lo torturan para que les diga qué ocurrió con Madison (con Nan leyendo sus pensamientos). Spalding dice ser el responsable de la muerte de Madison, exonerando de esa manera a Fiona (Jessica Lange). Sin embargo, Zoe se muestra escéptica al respecto. 
Fiona se somete a quimioterapia, ya que siente que es su deber estar junto a su hija. Sin embargo, cuando comienza a percibir los pensamientos de los otros pacientes, siente la necesidad de irse. Ya en la Academia, prepara la habitación de Cordelia (Sarah Paulson), la cual ingresa con su marido, Hank (Josh Hamilton). Cordelia se recuesta en Hank, lo que provoca otra visión de su infidelidad, por lo cual lo hecha de la habitación. Al tocar a Fiona, percibe la ejecución de Myrtle (Frances Conroy), por lo que confronta a su madre por no habérselo dicho. 
Misty (Lily Rabe) cuida su jardín, entre el que se encuentra Myrtle enterrada en el barro del pantano. Kyle (Evan Peters) aparece frente a ella, sucio, por lo que ella decide bañarlo. Cuando quiere limpiar sus partes privadas, él reacciona violentamente, destrozando sus pertenencias, inclusive su preciada radio. Zoe llega para llevarlos a ambos hacia la Academia. Allí, ata a Kyle contra una pared en el invernadero, y le pide a Misty que vuelva a Madison a la vida. Con el poder conjunto de ambas, Madison resucita. 
Hank se presenta en el salón de Marie Laveau (Angela Bassett), quien había contratado sus servicios como cazador de brujas, profesión que había estado ejerciendo por seis años. Durante ese tiempo había asesinado brujas, siendo Kaylee (Alexandra Breckenridge) una de ellas. Marie le recrimina que se ha debilitado, y que las últimas acciones de las brujas lo demuestran. Para compensarlo, le exige que le entregue las cabezas de todas las brujas de la Academia, o tendrá que matarlo. 
Las chicas le piden a Misty que se quede, pero ella se rehúsa, diciendo que siente "malas vibras" en la Academia. La recuperación de Madison es lenta, y cuando le preguntan qué recuerda, ella sólo puede decirles el color rojo y luego oscuridad. 
En su habitación, Cordelia detecta la presencia del Hombre del Hacha. Él le exige que se cumpla el trato de Zoe de regresarlo a la vida, ya que ha quedado atrapado entre dos mundos. Cuando ella se niega, la persigue por la habitación. Las chicas escuchan los ruidos, pero no pueden ingresar a la habitación. Zoe libera el alma del Hombre del Hacha, quien abandona la Academia y se dirige a un bar donde se encuentra con Fiona, ofreciendo comprarle un trago.